# 2784 Domeyko
A 2784 Domeyko (ideiglenes jelöléssel 1975 GA) a Naprendszer kisbolygóövében található aszteroida. Carlos Torres fedezte fel 1975. április 15-én.